# 휴스턴 텍선스

휴스턴 텍선스(영어: Houston Texans)는 미국 텍사스주 휴스턴에 본거지를 둔 NFL팀이다. AFC 남부지구에 소속되어 있다.